# Kamanjab
Kamanjab ist ein Dorf im gleichnamigen Wahlkreis in der Kunene im Nordwesten Namibias. Kamanjab hat 3915 Einwohner (Stand 2023) auf einer Fläche von 197,5059 km².
Kamanjab besitzt einen Flugplatz, einige Hotels und Lodges und ist bekannt als Ausgangspunkt für Safaris und Ausflüge in das umliegende Damaraland und benachbarten Etosha-Nationalpark. Zum Wahlkreis gehören auch kleinere Ortschaften wie Otjikondo und wesentliche Teile des Grootberg- und Kamanjab-Plateaus.

## Kommunalpolitik
Bei den Kommunalwahlen 2020 wurde folgendes amtliche Endergebnis ermittelt.
| Partei    | Stimmen | Stimmenanteil | Sitze |
| --------- | ------- | ------------- | ----- |
| SWAPO     | 541     | 41,33 %       | 2 ▼   |
| UDF       | 606     | 46,29 %       | 2 ▬   |
| PDM       | 082     | 06,26 %       | 1 NEU |
| LPM       | 070     | 05,35 %       | 0     |
| IPC       | 010     | 00,76 %       | 0     |
| Insgesamt | 1309    | 100 %         | 5     |

## Bildungseinrichtungen
- Kamanjab Combined School